# Resident Evil (Computerspiel, 1996)
Resident Evil (dt. etwa Ansässiges Böses), in Japan als Biohazard (jap. バイオハザード, trans. Baiohazādo) bekannt, ist der Titel eines 1996 erschienenen Videospiels von Capcom. Es ist dem Survival-Horror-Genre zuzuordnen und gilt als Namensgeber für das gleichnamige Franchise.

## Handlung
Resident Evil spielt in einem alten Herrenhaus, dem Spencer-Anwesen, im fiktiven Raccoon Forest. Der Wald liegt in der Nähe der Kleinstadt Raccoon City, in der ein geheimnisumwobener Pharmakonzern namens Umbrella Corporation Hauptarbeitgeber ist. Neben ihrer legalen Forschung betreibt die Firma verdeckt Biowaffenforschung. Dazu kreierten skrupellose Forscher das sogenannte T-Virus, durch das sein Wirt bereits nach kurzer Zeit mutiert und nur noch einem Urinstinkt folgt: Fressen. Durch eine beschleunigte Zersetzung bewirkt das Virus, dass seine Opfer zu lebenden Toten werden. Als ultimativer Test wird die Belegschaft des Herrenhauses und des in ihm befindlichen Labors unwissentlich infiziert.
Einige infizierte Versuchstiere sind ausgebrochen und haben auf der Suche nach Nahrung Jagd auf ahnungslose Wanderer im umliegenden Raccoon Forest gemacht und diese getötet. Nachdem einige verstümmelte Leichen gefunden worden sind, wird das Bravo-Team des Spezialkommandos S.T.A.R.S. (Special Tactics And Rescue Service) entsandt, um für Aufklärung zu sorgen. Doch es kommt zu einem Unfall: Ihr Hubschrauber stürzt ab, und das Alpha-Team muss zur Rettung ausrücken. Dies ermöglicht der Umbrella Corporation einen weiteren Testlauf, um so die wahre Stärke des T-Virus zu testen.
Wahlweise schlüpft der Spieler in die Haut von Jill Valentine oder Chris Redfield, um das Verschwinden des Bravo-Teams und die mysteriösen Todesfälle im Raccoon Forest aufzuklären. Acht unterschiedliche Enden sind möglich, was zum wiederholten Durchspielen anregt.

## Spielfiguren
Spielbare Figuren
- Jill Valentine: Sie ist im Alpha-Team der S.T.A.R.S und die Technikerin im Team. Daher ist sie gut im Umgang mit einigen elektronischen Geräten wie dem Funkgerät und kann außerdem Schlösser knacken.

- Chris Redfield: Wie Jill ist er ebenfalls im Alpha-Team und besetzt die Position des Scharfschützen, daher ist er geübt im Umgang mit vielen Waffen.

- Rebecca Chambers: Wenn man Chris als Spielfigur auswählt, kann man einige Zeit mit ihr spielen. Die Sanitäterin des Bravo-Team ist ein Neuzugang bei den S.T.A.R.S. Sie besitzt überragende Kenntnisse in den Bereichen Biologie und Chemie.

Nebenfiguren
- Barry Burton: Der Waffenspezialist und Chris ehemaliger Kamerad in der Armee ist für die Sicherheit zuständig. Statt auf die gewöhnliche Einsatz-Pistole der S.T.A.R.S. vertraut er lieber auf seine 44er Magnum. Er trifft im Spielverlauf einige Male auf Jill, um sie aus einer brenzligen Situation zu retten oder den Stand der Lage mit ihr zu besprechen.

- Albert Wesker: Ist Missionsleiter des Alpha-Teams. Obwohl er sich mit Chris, Jill und Barry ins Herrenhaus retten konnte, verschwindet er spurlos am Anfang des Spiels, nur um zum Ende hin seine wahren Absichten zu offenbaren.

- Kenneth J. Sullivan: Kurz nachdem Chris, Jill, Barry und Albert im Herrenhaus angekommen sind, hören sie Schüsse aus einer Waffe. Wie sich herausstellt, war es Kenneth, der Späher des Bravo-Teams, der erfolglos versucht hat einen Zombie abzuwehren.

- Forest Speyer: Bravo-Team-Fahrzeugspezialist und zuständig für Inspektion der Ausrüstung. War mit Chris und Jill schon vor dem Eintritt der S.T.A.R.S. befreundet. Er wird auf einem Balkon von Krähen angegriffen und getötet.

- Richard Aiken: Er ist einer der wenigen Kameraden des Bravo-Teams, der noch lebend gefunden wird. Er ist schwer verletzt und vergiftet, weshalb er unbedingt ein Antiserum braucht, das Jill ihm beschafft. Chris findet ihn bereits leblos auf.

Im Original/Director’s Cut hilft ihm das Serum nicht, er verstirbt direkt nach der Injektion.
Im Remake/HD-Remake wirkt das Serum. Er erholt sich, doch als ein Kamerad in der Klemme steckte, opferte er sich für ihn.
- Enrico Marini: Stellvertreter von Albert Wesker in der Einheit und Leiter des Bravo-Teams. Bei seinen Nachforschungen findet er heraus, dass es in der Einheit einen Verräter geben muss, und verdächtigt zunächst Chris als denjenigen. Er wird erschossen, als er es seinen Kollegen mitteilen will.

- Joseph Frost: Sein besonderes Merkmal war ein rotes Stirnband, das er niemals ablegte. Sein kampflustiger Charakter wurde ihm zum Verhängnis: Auf der Suche nach dem Bravo-Team wurde Joseph von mehreren Cerberi angegriffen und getötet.

- Brad Vickers: Ist der Pilot des Alpha-Teams. Nach dem Absetzen entfernt er sich mit dem Helikopter, als Joseph von den Cerberi angegriffen wird, so dass das Team in der Falle sitzt. Wegen der Aufnahme nimmt er Kontakt mit seinen Kollegen auf, um die Überlebenden zu retten. Er ist im ganzen Spiel nicht als Figur zu sehen. Man hört lediglich seine Stimme aus dem Funkgerät.

- Kevin Dooley: Ein Pilot der Polizei von Raccoon City. Kevin war zwar kein Mitglied der S.T.A.R.S., doch auf Anweisung seines Vorgesetzten nahm er am Einsatz des Bravoteams teil. Dank eines geheimen Auftrags von Dewey besetzte er die Position des verantwortlichen Piloten. Durch einen Angriff von einem Cerberus verstirbt er und wird leblos vom Alphateam aufgefunden. Dieser Charakter kommt nur im Remake/HD-Remake vor.

## Spielprinzip und Technik
Hauptziel von Resident Evil ist es, lebend aus dem Herrenhaus zu entkommen und, je nachdem ob man Chris oder Jill spielt, die Verbündeten zu finden und gegebenenfalls zu retten. Im Spiel gilt es, Rätsel zu lösen, dabei verschiedenste Gegenstände zu finden und diese richtig und überlegt einzusetzen.
Dem Spieler stehen im Laufe des Spiels mehrere Waffen zur Verfügung:
- Pistole, Schrotflinte(n), Revolver, Raketen- und Granatwerfer mit Spreng-, Brand- oder Säuregranaten, in der GameCube-Wiederauflage von 2002 zusätzlich Selbstverteidungspistole und Flammenwerfer. Der Flammenwerfer ist auch im Wiedergeburtsmodus von „Resident Evil: Deadly Silence“ (Nintendo DS) verfügbar.
- Selbstverteidigungswaffen: Dolch und Elektroschocker (Jill) bzw. Blendgranaten (Chris)

Den momentanen Spielstand kann man nur speichern, indem man die im ganzen Haus und der Umgebung verteilten Farbbänder findet und diese in eine Schreibmaschine einlegt. Deshalb stehen einem Spieler nur begrenzt Speichermöglichkeiten zur Verfügung. Es gibt keinerlei automatische Speicherpunkte oder die Möglichkeit eines „Continue“. Stirbt die Spielfigur, muss vom zuletzt gespeicherten Punkt neu begonnen werden.
Wenn man bestimmte Forderungen im Spiel erfüllt, kann man zusätzlich folgende Schwierigkeitsgrade freischalten: Schwer, „Unsichtbare Gegner“ und „Echtes Überleben“.

## Produktionsnotizen
Kommerziell war dieses Spiel eines der erfolgreichsten der PlayStation-Ära und trat eine Lawine von Survival-Horror-Spielen los, darunter beispielsweise Silent Hill oder Parasite Eve.

### Director’s Cut
1997 wurde ein Director’s Cut des Spiels veröffentlicht, der auf derselben CD drei unterschiedliche Versionen beinhaltet: die Originalversion von 1996, eine Version des Originals mit geringerem Schwierigkeitsgrad sowie den eigentlichen Director’s Cut. Dieser unterscheidet sich von der normalen Version durch eine nahezu ungeschnittene Einleitung („Intro“) in Farbe (NUR in der deutschen Version). Die Figuren haben jeweils ein neues Bonuskostüm bekommen, das sie auch von Beginn des Spiels an tragen. Den Spezialschlüssel zum Aufsperren des Umkleideraums, den man sich in der Originalversion freispielen musste, gibt es im Director’s Cut nicht mehr, da man den Raum jetzt von Anfang an betreten und zwischen dem Originalkostüm, dem Bonuskostüm der Originalversion und dem Bonuskostüm der Director’s-Cut-Fassung wählen kann.
Die Gegner sind jetzt stärker, oftmals stehen sie auch an anderen Orten, oder ihre Anzahl hat sich vermehrt. Noch dazu sind viele Gegenstände jetzt an anderen Orten zu finden, und auch die Kameraeinstellungen haben sich an vielen Stellen geändert. An der Story selber hat sich nichts geändert, auch die Endsequenzen sind gleich geblieben, mit dem Unterschied, dass diese jetzt auch ungeschnitten sind.

### Remake für Nintendo-Konsolen
Resident Evil wurde 2002 von Capcom für den Nintendo GameCube neu aufgelegt und an dessen grafische Fähigkeiten angepasst. Auch wurde der Inhalt teilweise stark verändert, was sich besonders im Level-Design bemerkbar macht. Die Storyline des Spiels blieb allerdings grundsätzlich unangetastet. Es werden zwar nach wie vor vorberechnete Hintergründe benutzt, mit seinerzeit vergleichsweise sehr hohem Detailgrad. Die Grafik erreicht in einigen Spielabschnitten nahezu Fotorealismus. Explizite Neuheiten waren die verschollenen Briefe Trevors, das Kenneth-Sullivan-Videoband, ein zusätzlicher und immer wiederkehrender Gegner namens Lisa Trevor, rennende und wütende Zombies (die sogenannten Crimson Heads, die ihren Namen wegen der scharlachroten Farbe ihrer Köpfe erhielten), Nahkampf-Waffen wie Blendgranaten oder Dolche, Benzinkanister und Feuerzeug, um Zombies zu verbrennen, neue Areale (unter anderem ein Friedhof), neue Kostüme, neue Rätsel sowie anders verteilte Gegenstände. Ein anderer Wegeverlauf und 12 Enden kommen dazu.
2008 veröffentlichte Capcom in Japan die Portierung dieser Fassung als Resident Evil Remake für Nintendo Wii. In den USA und in Europa erschien dieses 2009 unter dem Titel Resident Evil Archives.

### Resident Evil: Deadly Silence
Bei Deadly Silence handelt es sich um eine Umsetzung des ersten Teils für Nintendo DS. Dieses Spiel wurde an die Möglichkeiten des Handheld angepasst und um einige Modi erweitert. In Japan erschien das Spiel am 19. Januar 2006 unter dem Namen Biohazard DS.
Im Einzelspielermodus bietet das Spiel zwei Modi. Der „Classic Mode“ wurde fast 1:1 von dem PlayStation-Original übernommen. Der „Rebirth Mode“ hingegen nutzt den Touchscreen des Nintendo DS und bietet neue Spielinhalte. So muss man Rätsel mit Hilfe des Touchscreens und sogar des Mikros lösen, oder man muss aus der Ich-Perspektive mit Hilfe des Stiftes das Messer schwingen und sich so gegen Zombies, Hunde und Huntermutanten verteidigen.
Im neu integrierten „Master of Knifing“-Mode muss man sich so durch fünf Ebenen voller Monster kämpfen, wobei man die Spielerfigur selbst hierbei nicht bewegen kann, sondern nach dem Sieg über alle Feinde von einem Raum in den nächsten wechselt. Außerdem ist das Spiel „actionlastiger“ als im „Classic Mode“, es gibt mehr Gegner, aber auch mehr Heilmittel und Munition.
Ebenfalls neu ist der Mehrspielermodus. Bis zu vier Spieler können per Wireless-Funktion des DS gegeneinander oder miteinander spielen. Auswählbar sind neun Figuren, von denen allerdings sieben freigespielt werden müssen. Es gibt drei Level (Mansion, Guardhouse und Laboratory), und das Ziel besteht darin, innerhalb einer vorgegebenen Zeit vom Start zum Ziel zu gelangen.

### Resident Evil HD Remaster
Am 5. August 2014 wurde eine Neuauflage des Spiels für PlayStation 3, PlayStation 4, Xbox 360, Xbox One und Windows bekanntgegeben, basierend auf der GameCube-Version von 2002. Neben verbesserten Texturen und 1080p-Unterstützung soll es einen überarbeiteten Ton, neue Möglichkeiten für den Controller-Input und aktualisierte Seitenverhältnisse (16:9) geben. Die Veröffentlichung in Europa und Nordamerika erfolgte am 20. Januar 2015 und das Spiel hat sich bis April 2015 weltweit insgesamt über eine Million Mal verkauft.